# Agustín Trigo Mezquita
Agustín Trigo Mezquita (València, 26 de setembre de 1863 - 19 de maig de 1952) fou un farmacèutic, industrial i polític valencià.
Fill d'un comerciant de la Plaça del Mercat de València, estudià farmàcia a Barcelona i n'obtingué la llicenciatura l'any 1888. L'any 1892 va atènyer el grau de doctor a Madrid. Va ser pioner de la indústria farmacèutica a València, on va fundar els Laboratorios Farmacéuticos del Dr. Trigo, al número 130 del carrer de Sagunt. El seu producte principal era el citrat de magnèsia efervescent, que es venia etiquetat amb la imatge d'una llauradora valenciana i al fons la silueta del Micalet. Posteriorment, els laboratoris s'especialitzarien en la fabricació d'essències i xarops de taronja i llimó. Va ser el creador del popular refresc Trinaranjus, llançat al mercat l'any 1933 i actualment propietat de la multinacional Cadbury Schweppes.
Militant del Partit d'Unió Republicana Autonomista, després de les eleccions municipals d'abril de 1931 formà part del nou consistori de València, i el 16 d'abril de 1931 fou escollit alcalde de València. Aprofità el càrrec per a impulsar la constitució d'una comissió regional per a redactar un projecte d'Estatut d'Autonomia del País Valencià el juliol de 1931, però hagué de posar la ciutat dues setmanes en estat de guerra a causa dels assalts a edificis religiosos el maig de 1931. Va deixar el càrrec a finals d'octubre de 1931 a causa de la mala acollida de les seues iniciatives. El dia 27 d'octubre va delegar de forma definitiva les funcions en el tinent d'alcalde, Vicente Alfaro Moreno, qui ja havia exercit d'alcalde accidental al llarg de l'estiu de 1931, per motius de salut de l'alcalde Agustín Trigo. El nomenament definitiu com a alcalde de Vicente Alfaro es va produir el 22 de gener de 1932.